# Sonny Terry

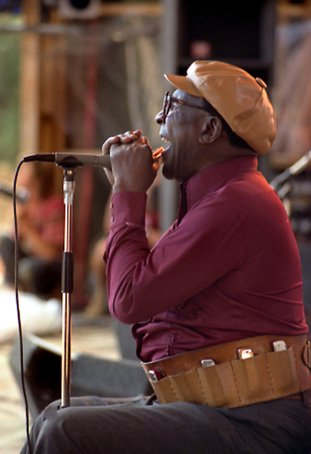
Sonny Terry

Sonny Terry (* 24. Oktober 1911 in Greensboro, Georgia; † 11. März 1986 in Mineola, New York), eigentlich Saunders Terrell, war ein US-amerikanischer Bluessänger und Mundharmonikaspieler. 
In der Kindheit durch mehrere Unfälle erblindet, wuchs Sonny Terry bei musikalischen Eltern auf (sein Vater war neben seiner Haupttätigkeit als Farmer auch Folkmusiker) und entwickelte bald einen eigenen lautmalerischen Mundharmonikastil, der auch Geräusche von Zügen und Tierlaute imitierte und bei dem er oft Stimmlaute mit einbrachte. Ein wichtiger Einfluss war der Harmonikaspieler DeFord Bailey, der in der landesweit ausgestrahlten Radiosendung Grand Ole Opry auftrat. Ab 1929 arbeitete Terry als Wandermusiker und arbeitete in den 1930er-Jahren mit Blind Boy Fuller, mit dem er von 1937 bis 1940, bis zu dessen Tod, in New York Plattenaufnahmen machte.
Bekannt wurde er vor allem durch seine Duo-Tätigkeit mit dem Bluesgitarristen Brownie McGhee  (1915–1996), mit dem er in den Jahren 1941 bis 1982 tourte und Plattenaufnahmen einspielte. Er machte aber auch Aufnahmen mit Woody Guthrie, Leadbelly, Pete Seeger, Champion Jack Dupree, Blind Gary Davis, Mississippi John Hurt, Big Bill Broonzy und anderen Folk- und Bluesgrößen.
1947 spielte Sonny Terry am Broadway im Musical Finian’s Rainbow, von 1955 bis 1957 zusammen mit Brownie McGhee in dem Stück Cat on a Hot Tin Roof (1955 gemeinsamer Auftritt auch im gleichnamigen Film Die Katze auf dem heißen Blechdach); in den 1950er-Jahren nahm er sogar Werbespots (für Alka-Seltzer) auf.
1987 wurde er in die Blues Hall of Fame aufgenommen.

## Diskografie
- Folk Songs of Sonny Terry and Brownie McGhee (Roulette, 1958)
- The 1958 London Sessions / Sonny Terry & Browny McGhee, 1958
- Blues with Big Bill Broonzy, Sonny Terry and Brownie McGhee (Folkways, 1959)
- Sonny Terry and Brownie McGhee at Sugar Hill (Fantasy, 1962)
- Sonny Is King (Bluesville, 1963)
- Sing & Play (Society, 1966)
- Sonny & Brownie (A&M Records, 1973)
- Whoopin’ (feat. Johnny Winter & Willie Dixon / Alligator, 1984)
- Brownie McGhee and Sonny Terry Sing (Smithsonian Folkways, 1990)
- Whoopin’ the Blues: The Capitol Recordings, 1947–1950 (Capitol, 1995)